# Università Rovira i Virgili
L'Università Rovira i Virgili (URV) — in catalano Universitat Rovira i Virgili— è una università pubblica di Tarragona, con sedi distaccate a Reus, Vila-seca, Tortosa e El Vendrell, che ha come obiettivi prioritari l'insegnamento e la ricerca. È così chiamata in memoria di Antoni Rovira i Virgili.

## Storia
È stata riconosciuta come Campus de Excelencia Internacional Cataluña Sur (CEICS) dal Ministerio de Educación. Dal 2013 dispone di una Unidad de Comunicación de la Ciencia y de la Innovación (UCC+i) - denominata ComCiència - per comunicare, diffondere e divulgare la ricerca scientifica creata dal CEICS, al fine di migliorare e incrementare la formazione, la cultura e le conoscenze scientifiche dei cittadini.
L'URV è stata nella classifica delle 500 migliori università del mondo (2015, 2016 e 2017) secondo la prestigiosa pubblicazione britannica The Times Higher Education (THE).

## Campus
L'università ha sei campus che ospitano sette facoltà, tre scuole tecniche superiori e due scuole universitarie, oltre a un quartier generale a Bajo Penedés.
- Campus Cataluña: centro di Tarragona
  - Facoltà di lettere
  - Facoltà di diritto
  - Facolta di scienze infermieristiche
- Campus Sescelades: zona nord di Tarragona
  - Facolta di scienze della formazione e psicologia
  - Facoltà di chimica
  - Facoltà di enologia
  - Escuela Técnica Superior de Ingeniería (ETSE)
  - Escuela Técnica Superior de Ingeniería Química (ETSEQ)
- Campus Vapor Nuevo: centro di Reus
  - Facoltà di medicina
- Campus Bellissens: zona orientale di Reus
  - Facoltà di economia e commercio
  - Escuela Técnica Superior de Arquitectura de Reus (ETSA) prepara e rilascia il titolo di architetto, nonché dottorati e master post laurea. È stata creata nel 1991 ed è l'unica scuola di architettura nella provincia di Tarragona. Il centro si trova nel Campus Bellissens di Reus.
- Campus Vila-seca: Vila-seca
  - Facoltà di turismo e geografia - Vilaseca
- Campus Tierras del Ebro: Tortosa
  - Laurea in infermieristica, gestione aziendale, educazione della prima infanzia e istruzione primaria.
- Sede di Bajo Penedés
  - Laurea in infermeria ed educazione infantile.
- Centro de Estudios Superiores de Aviación (CESDA) - Reus

## Ospedali universitari
- Hospital Universitario de San Juan – Reus
- Hospital Universitario Psiquiátrico Instituto Pere Mata – Reus
- Hospital Universitario Juan XXIII – Tarragona